# Diócesis de Chimoio
La diócesis de Chimoio (en latín: Dioecesis Cimoiana y en portugués: Diocese de Chimoio) es una circunscripción eclesiástica latina de la Iglesia católica en Mozambique, sufragánea de la arquidiócesis de Beira. La diócesis tiene al obispo João Carlos Hatoa Nunes como su ordinario desde el 2 de enero de 2017.

## Territorio y organización
La diócesis tiene 62 272 km² y extiende su jurisdicción sobre los fieles católicos de rito latino residentes en la provincia de Manica. 
La sede de la diócesis se encuentra en la ciudad de Chimoio, en donde se halla la Catedral de la Inmaculada Concepción.
En 2021 en la diócesis existían 19 parroquias.

## Historia
La diócesis fue erigida el 19 de noviembre de 1990 mediante la bula Quod vehementer del papa Juan Pablo II, obteniendo el territorio de la arquidiócesis de Beira.

## Estadísticas
De acuerdo al Anuario Pontificio 2022 la diócesis tenía a fines de 2021 un total de 91 940 fieles bautizados.
| Año                                                                             | Población            | Población | Población      | Sacerdotes | Sacerdotes    | Sacerdotes    | Bautizados por sacerdote | Diáconos permanentes | Religiosos | Religiosos | Parroquias |
| Año                                                                             | Bautizados católicos | Total     | % de católicos | Total      | Clero secular | Clero regular | Bautizados por sacerdote | Diáconos permanentes | Varones    | Mujeres    | Parroquias |
| ------------------------------------------------------------------------------- | -------------------- | --------- | -------------- | ---------- | ------------- | ------------- | ------------------------ | -------------------- | ---------- | ---------- | ---------- |
| 1990                                                                            | 51 000               | 700 000   | 7.3            | 8          |               | 8             | 6375                     |                      | 9          | 20         | 13         |
| 1999                                                                            | 64 668               | 1 000     | 6.5            | 15         | 4             | 11            | 4311                     |                      | 12         | 48         | 15         |
| 2000                                                                            | 67 283               | 1 000     | 6.7            | 13         | 3             | 10            | 5175                     |                      | 32         | 50         | 14         |
| 2001                                                                            | 69 339               | 1 000 500 | 6.9            | 18         | 3             | 15            | 3852                     |                      | 37         | 49         | 15         |
| 2002                                                                            | 71 213               | 1 001 000 | 7.1            | 24         | 6             | 18            | 2967                     |                      | 40         | 45         | 15         |
| 2003                                                                            | 72 648               | 1 002 500 | 7.2            | 20         | 4             | 16            | 3632                     |                      | 33         | 54         | 15         |
| 2004                                                                            | 74 829               | 1 006 000 | 7.4            | 22         | 4             | 18            | 3401                     |                      | 39         | 56         | 15         |
| 2006                                                                            | 78 249               | 1 115 000 | 7.0            | 23         | 3             | 20            | 3402                     |                      | 36         | 56         | 15         |
| 2013                                                                            | 90 462               | 1 301 000 | 7.0            | 28         | 4             | 24            | 3230                     | 1                    | 30         | 58         | 15         |
| 2016                                                                            | 95 522               | 1 964 536 | 4.9            | 27         | 6             | 21            | 3537                     | 1                    | 27         | 54         | 16         |
| 2019                                                                            | 89 000               | 2 109 000 | 4.2            | 38         | 10            | 28            | 2342                     |                      | 43         | 8          | 18         |
| 2021                                                                            | 91 940               | 2 277 140 | 4.0            | 42         | 16            | 26            | 2189                     |                      | 33         | 48         | 19         |
| Fuente: Catholic-Hierarchy, que a su vez toma los datos del Anuario Pontificio. |                      |           |                |            |               |               |                          |                      |            |            |            |

## Episcopologio
- Francisco João Silota, M.Afr. (19 de noviembre de 1990-2 de enero de 2017 retirado)
- João Carlos Hatoa Nunes, desde el 2 de enero de 2017